# Aiguière à tête de coq
L'aiguière à tête de coq est une aiguière en céramique conservée au département des arts de l’Islam du  musée du Louvre,  Elle est représentative d’un type de production rencontré dans l’art des Saljukides d'Iran au début du XIIIe siècle.

## Historique de l'œuvre
L’aiguière a été réalisée au XIIIe siècle, au cours des années 1210-1220, dans un atelier de poterie de Kashan, en Iran. Une cruche réticulée (voir photo plus bas) au Metropolitan Museum of Art, à New York, également repercée et datée de 1215, permet de situer les débuts de ces décors réticulés au début du XIIIe siècle.
L’aiguière est aujourd’hui au Louvre depuis 1970, à la suite d'un don de la Société des Amis du Louvre qui l’a acquise pour la somme 25 000 Francs (environ  3 800 euros). Elle était auparavant dans la collection de Jacques Acheroff. La pièce a été présentée à l’Exposition des arts musulmans de 1903, au musée des arts décoratifs de Paris, organisée sous la direction de Gaston Migeon, conservateur au musée du Louvre, et de Raymond Kœchlin.

## Description

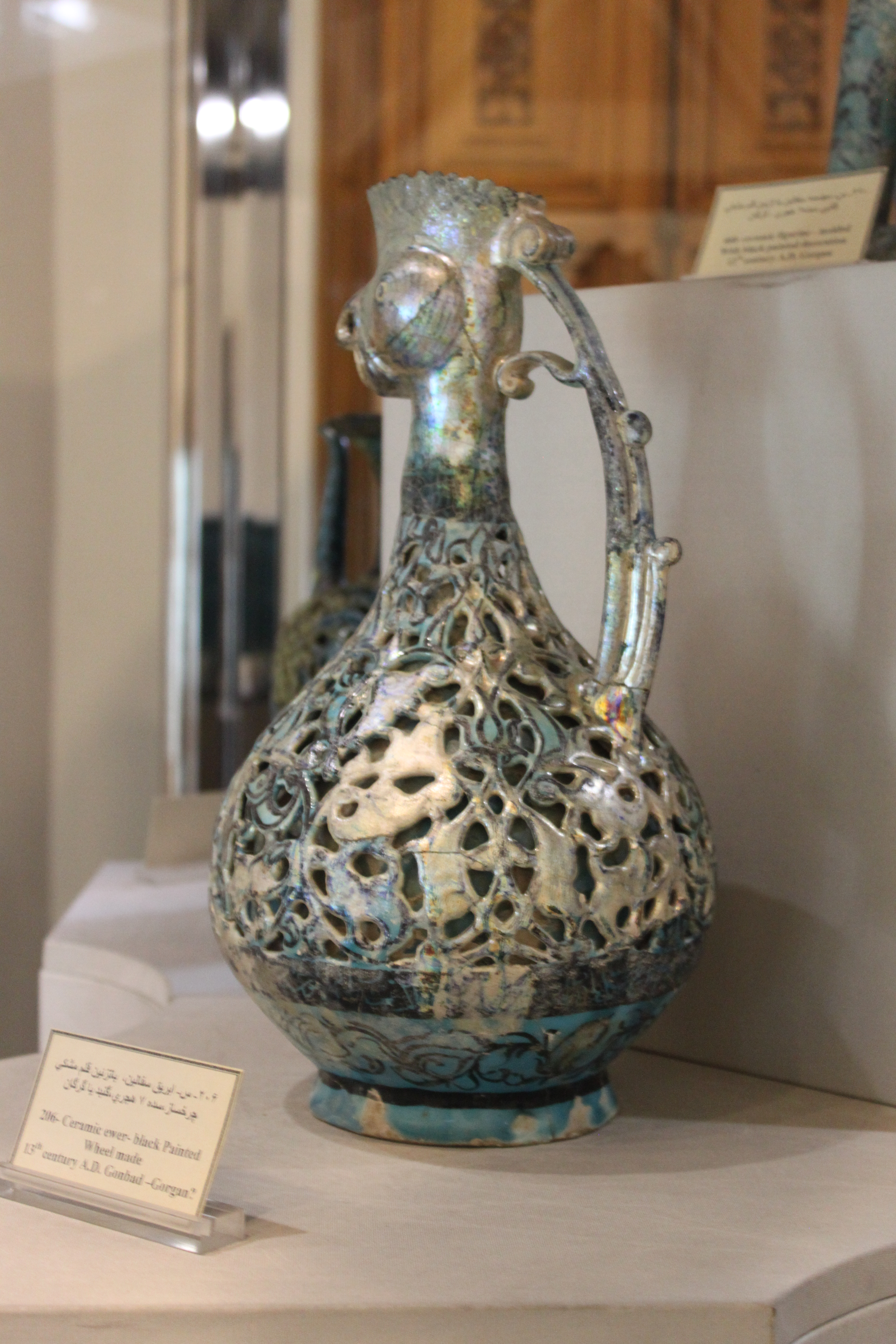
Aiguière réticulée, XIIIe siècle, Gorgan ou Gonbad, Musée du verre et de la céramique de Téhéran.

Il s’agit d’une aiguière réticulée, haute de 40 cm, composée de deux enveloppes au niveau de la panse : une enveloppe pleine et une enveloppe ajourée. Le bec verseur a la forme d’une tête de coq, la panse et l’anse en représentent respectivement le corps et la queue. Sur la panse ajourée, on observe un réseau à dominante végétale, composé de tiges feuillues et enroulées, avec à certaines de leurs extrémités, des têtes d’animaux et des bustes féminins.
Des inscriptions, difficilement lisibles, sont disposées autour du col et à la base de la panse. Il pourrait s’agir d’un poème à la gloire du vin. 
Des aiguières semblables sont visibles au Freer Gallery of Art à Washington et au Musée du verre et de la céramique de Téhéran (voir photo ci-contre).

## Contexte
La forme de l’aiguière est à rapprocher de modèles présents dans la céramique chinoise de l’époque de la dynastie Tang (618-907) qui allait développer des relations  suivies avec l'Asie centrale et la Perse. Elle est destinée à une clientèle aisée.

## Analyse

### Réalisation de l’œuvre

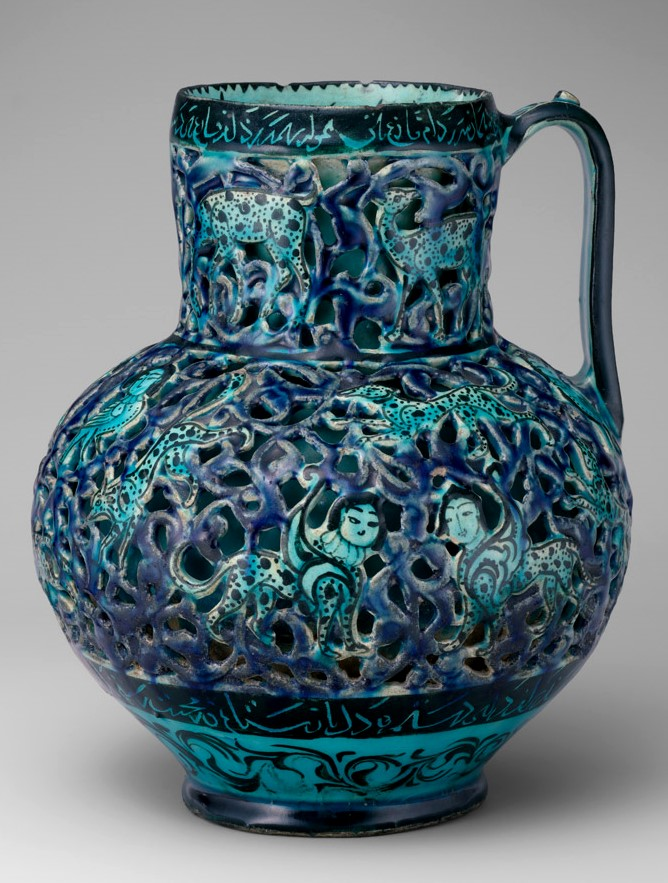
Cruchon réticulé, 1215, Metropolitan Museum of Art, New York, (Iran, Kachan).

L’aiguière est en céramique siliceuse, à décor peint en noir, sous glaçure transparente bleu turquoise. La double panse, qui représente un défi technique, se retrouve en nombre limité sur des vases, pichets ou aiguières zoomorphes de l’époque. La panse ajourée se retrouve également sur des objets en métal de l’époque (brûle-parfums en forme d’animaux, lampes),  
La tête de coq du bec verseur est modelée à la main.

### Choix de représentation
Le décor de la panse  illustre un mythe d’origine perse, l’arbre des waq-waq, sachant qu’il existe toutefois des versions d’origine indienne et chinoises. Pour certains, l’arbre des waq-waq serait un arbre merveilleux, situé dans une île lointaine, dont les fruits sont des têtes humaines qui crient « waq-waq ». Pour Al-Jahiz, en 859 dans son Kitāb al-hayawān (livre des animaux), les fruits représentent des  animaux  et des corps entiers de femmes qui sont suspendues par la chevelure et cessent de crier et meurent dès lors qu’on les cueille. Cette légende est également reprise dans le Shâh Nâmeh (livre des rois) de Ferdowsî où l’arbre est associé à la quête du savoir par Iskandar ; elle sera reprise également dans de nombreux récits. 

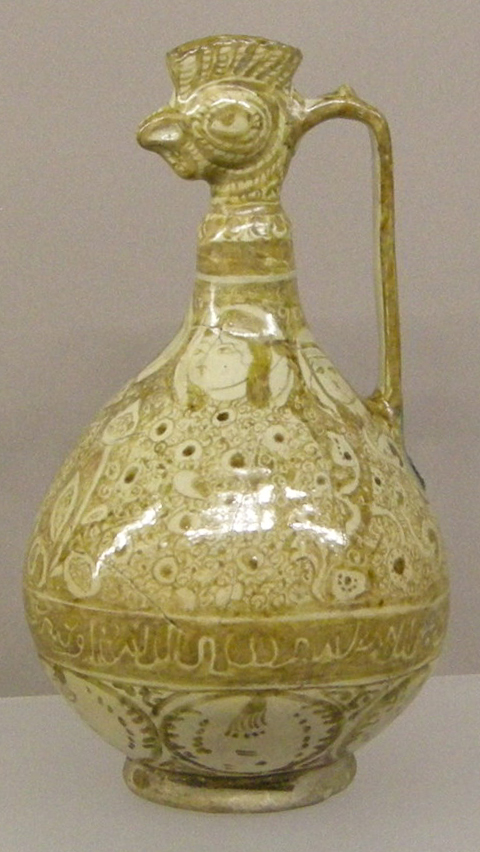
Aiguière à tête de coq, fin du XIIe siècle, début du XIIIe siècle, Musée d'art oriental de Turin (Italie), Kachan.

Le thème du coq a pu, quant à lui, trouver un écho dans l’Iran ancien où ce type d’objet pouvait être destiné à un usage rituel. Ce thème se retrouve dans plusieurs poèmes de l’Iran médiéval et dans la religion des zoroastriens, préexistante à l’Islam en Iran. Dans le Shâh Nâmeh de Ferdowsî, le coq aurait été domestiqué par un roi, Tahmurath, qui aurait demandé  qu’il lui soit parlé avec gentillesse. Dans la culture islamique, le coq a un rôle annonciateur, soit en avertissant du jour du jugement dernier, soit lorsqu’il est comparé au muezzin, qui réveille les croyants et les invite à la prière. L’œil du coq, démesurément agrandi, pourrait avoir un rôle protecteur.